# Naučná stezka stromů Zbyslavice
Naučná stezka stromů Zbyslavice je dendrologická naučná stezka na území vesnice Zbyslavice v okrese Ostrava-město. Nachází se také v pohoří Vítkovská vrchovina v Moravskoslezském kraji, přírodním parku Oderské vrchy a v Horním Slezsku.

## Historie a popis
Délka neznačené Naučné stezky stromů Zbyslavice je asi 2 km. Zřizovatelem je místní Základní škola a mateřská škola obce Zbyslavice a obec Zbyslavice. Stezka byla slavnostně otevřena 30. října 2016 a u té příležitosti byl vysázen první kaštanovník setý (Castanea sativa Mill.)- jediný strom svého druhu ve Zbyslavicích.

### Informační panely
Stezka má 9 informačních panelů zaměřených na místní stromy a dendrologii.
1. – Kaštanovník jedlý
2. – Javor klen – S 49º48.351′, V 018º04.785′
3. – Jírovec maďal – S 49º48.328′, V 018º04.720′
4. – Lípa srdčitá – S 49º48.316′, V 018º04.578′
5. – Bříza bělokorá – S 49º48.374′, V 018º04.379′
6. – Jilm polní – S 49º48.315′, V 018º04.470′
7. – Olše lepkavá- S 49º47.918′, V 018º04.276′
8. – Dub letní – S 49º47.910′, V 018º04.284′
9. – Buk lesní

## Další informace
Stezka je celoročně volně přístupná. Ve Zbyslavicích jsou také další naučné stezky Naučná stezka Zbyslavice - Dolní Louky a Naučná stezka pro nejmenší Zbyslavice.